# 遊佐浩二
遊佐浩二（日语：／ Yusa Kōji，1968年8月12日—），日本男性配音員、旁白。自由身。出身於京都府。身高173cm。B型血。前妻為同行三橋加奈子（經由朋友的介紹認識發展）。

## 概要

### 經歷
小時候曾經住在京都競馬場附近（京都府京都市伏見區淀），現在的老家在宇治市附近。大學時期專攻日本語，畢業後進入勝田聲優學院成為第7期研修生。
1995年，以電視動畫《黃金勇者》出道，出道時期本來是Office薫所屬，但不久就離所，從此以後一直以自由聲優的身份持續參與。
2007年，在自己參演的《假面騎士電王》中因擔任後期所演唱的主題曲『Climax Jump DEN-LINER form』登上了Oricon第二名，與其他共演者一起榮獲第二屆聲優獎與特別獎。

### 聲音特色
代表作為《假面騎士電王》的浦塔羅斯／電王Rod Form、《音速小子》系列的黑影（Shadow The HedgeHog）、《BLEACH》中的市丸銀等。
進入聲優業界之後主要從事動畫、廣播劇CD、海外洋片日語配音的工作，不僅如此廣泛擔任過許多齣綜藝節目旁白。除了聲優本業的配音工作之外，還擔任過活動和廣播節目主持人在一部分中廣為人知。
配音的角色類型方面，以偏高而充滿色氣的聲音是其特徵。除了飾演好青年和美男子之外，也演過許多冷酷、狂妄、輕薄、陰險的反派。在動畫《楚楚可憐超能少女組》中飾演反派兵部京介就使他為人熟知，另外，在一起出演《假面騎士電王》的佐藤健的部落格裡也曾出現這樣的證言，這已經成為一般對他聲音的認知。據他本人說，他扮演的角色大多眼睛都不睁開的（如《黑執事》的劉、《銀魂》的東城步、《BLEACH》的市丸銀等）。另外，從喉嚨發出的笑聲為其特色。
鹽澤兼人逝去之後，遊戲版《海底兩萬哩》登場的尼奧皇帝由遊佐擔任。

### 人物
- 除了從事配音工作之外，曾在2008年8月上映的假面騎士系列電影《劇場版 假面騎士Kiva：魔界城之王》中友情客串，飾演的角色是高中棋藝社社員。
- 曾養著一隻公的長毛吉娃娃犬，名字叫銀牙（羅馬字：Ginga，1999年11月—）。取名來自遊佐他在動畫《超者萊汀（日语：超者ライディーン）》的配音角色鳥飼銀牙。
- 上面有一個大四歲的哥哥，目前似乎都定居於京都。從小時候就跟自家兄弟處不太來。
- 配偶方面，2007年與同行三橋加奈子結婚[3]。2012年離婚[4]。
- 不管別人還是自己都認為自身是個S。自己也說過自己是個S的話（モモっとトーク）。主張自己是腹黑型的角色。
- 家就住在同行鳥海浩輔家附近，是會一起喝酒的朋友。只要有共同出演的作品，就會一起去喝酒。平常都稱呼鳥海為「鳥」，在廣播劇CD（像是《幸福喫茶3丁目（日语：幸福喫茶3丁目）》等）中可以常常聽見這樣的稱呼。
- 《The New York Times》的記事中有寫著，「有點像年輕時的大衛·卡西迪（英文：David Cassidy）」的聲音。不過也有人說完全不像。另一方面，也有人說他像權相佑。曾經替權相佑進行日語配音的真殿光昭卻這樣說了『（與其說是臉還不如說）髮型倒是挺像的。』
- 隔天宿醉的話，一定會把蔬菜三明治跟可樂配在一起吃。
- 不太能吃甜的食物。比起咖啡，屬於紅茶派的[2]。咖啡的話，在學生時代相當常喝。

交友關係
好友為漫畫家柴田亞美，曾在她的漫畫作品進行方言教導，在那之後以電子信箱相互聯絡。

## 演出
粗體字表示主要角色。

### 電視動畫
- 我們這一家（數學老師、女兒的男朋友、公車司機、營業員等）
- 伊索寓言（チーターキッド）
- 蠟筆小新（上班族、ショウの父親 他）
- 激動!歴史を変える男たち ～アニメ静岡県史～（江川担庵、プチャーチン提督）
- 麵包超人（空とぶベッドくん）
- 神奇寶貝（ユウジ、ミツジ）
- 名侦探柯南（飛田銀二、田所俊也、川崎哲也、勝呂久志、椎名涼介、ダムの係員、消防員(第385-387話)、星河童吾(第440-442話)）

1995年
- 飛べ!イサミ（落書魔）
- 暖暖日記（ナンナン）

1996年
- 黄金勇者ゴルドラン（舎弟）
- 機動新世紀鋼彈X（デマー・グライフ）
- 秀逗魔導士（見張り）
- 超者雷丁（鳥飼銀牙、ライディーンアウル）
- 勇者指令ダグオン（アナウンサー、男子生徒、不良）

1997年
- CLAMP學園偵探團（黒服D）
- 勇者王GaoGaiGar（營運委員）

1998年
- 青澀之戀（Sentimental Journey）（男學生）
- DT戰士（DT EIGHTRON）（ベルク）
- 失落的宇宙（LOST UNIVERSE）（壞小孩）
- ヨシモトムチッ子物語（シンスケクワガタ）

1999年
- 頭文字D Second Stage（THUNDERS 他）
- 宇宙海賊ミトの大冒険（海賊）
- 可愛巧虎島（キャスター）
- 週刊ストーリーランド（従業員、警官、男）
- 星界的紋章（レーリア）
- 星方天使エンジェルリンクス（ニコラ）
- ∀ガンダム（作業員A、農民B、ミリシャ兵B）
- 地球防衛企業ダイ・ガード（牧瀨）

#### 2000年代
2000年
- 星界的戰旗（レーリア）
- 第一神拳（テスト生）
- ブギーポップは笑わない Boogiepop Phantom（隆）

2001年
- グラップラー刃牙（ガイア・野村）
- The Soul Taker ～魂狩～（オペレーター）
- 光劍星傳EX（奇斯）
- 地球少女Arjuna（副官C）
- パワーパフガールズ（グローリー、ディック）
- 棋魂（白川道夫、片桐恭平、大君、佐和良中學三將、金 他）
- 魔法戰士李維（勇者、冒險者B）

2002年
- 足球小將 WILD STRIKER篇（大村ハルキ、藤森稔、古木 他）

2003年
- 原子小金剛（布魯斯、職員、パイロット）
- ガンパレード・マーチ ～新たなる行軍歌～（運転手）
- 奇諾之旅（上班族）
- 音速小子X（夏特）
- 超ロボット生命体トランスフォーマー マイクロン伝説（アイアンハイド、スラスト）
- 成惠的世界（島田老闆）
- PAPUWA（アラシヤマ、キムラ、長良川の鵜）

2004年
- Get Ride! アムドライバー（シーン・ピアース）
- それいけ!活寶三人組（茜的父親）
- トランスフォーマー スーパーリンク（アイアンハイド / アイアントレッド、ウイングダガー / ウイングセイバー）
- B-伝説! バトルビーダマン 炎魂（用心棒）
- ブラック・ジャック（医師）
- BLEACH（市丸銀）
- 陸奥圓明流外伝 修羅の刻（陸奥天斗、朝之助、藤吉）
- 流星戦隊ムスメット（西翔沙、プロデューサー）
- 烘焙王（愛德華・凱薩）
- 遊戲王GX（天上院吹雪 / ダークネス）
- 勇午～交渉人～（中尉）

2005年
- 光速蒙面俠21（葉柱纇、三宅成、賽門）
- 銀牙傳説（ブルゲ）
- 血戰BLOOD+（グドリフ、アーチャー推進調査補佐官 他）
- 驚爆危機（トニー）
- まじめにふまじめ かいけつゾロリ（黒服C）

2006年
- Ergo Proxy（ビンセント・ロウ）
- 彩雲國物語（華眞/ 千夜）
- 史上最強弟子兼一（池下）
- NIGHT HEAD GENESIS（神谷司）
- NANA（西本）
- 妖逆門（雷信）
- Marginal Prince —月桂樹的王子們—（エンジュ）
- ワンワンセレプー それゆけ!徹之進（ヨル・ゲイツ）

2007年
- 一騎當千 Dragon Destiny（左慈元放、徐晃公明）
- Yes! 光之美少女5（ローゼット伯爵）
- 鋼鐵三國志（諸葛瑾子瑜、伝令、ゴロツキ）
- 悲慘世界 少女珂賽特（蒙帕納斯）
- 鐵子之旅（群衆）
- 電腦線圈（猫目）
- 魔人偵探腦嚙涅羅（笹塚衛士）
- 银魂 （东城步）
- 獵魔戰記 （伊士利）
- 節哀唷♥二之宮同學 （奧城 翼）

2008年
- 一騎當千 Great Guardians（左慈元放／王允子師）
- 雨夜之月 （篠之女绀）
- 楚楚可憐超能少女組 （兵部京介）
- 名偵探柯南 （永作司朗）
- S·A特優生 （緒方蒼）
- 黑執事 （劉）

2009年
- 蒼天航路 （周瑜）
- 東之伊甸 （辻仁太郎）
- 海猫鳴泣之時（天草十三）
- 貓願三角戀 （約瑟芬）
- 哆啦A夢 （學生）

#### 2010年代
2010年
- 一騎當千 XTREME XECUTOR（王允子師）
- 神隱之狼（賢木儁一郎）
- 薄櫻鬼~新選組奇譚~（原田左之助）
- 薄櫻鬼 碧血錄（原田左之助）
- 花丸幼稚園（花丸）
- 黑执事2（劉）
- 變形金剛進化版（巡弋者）
- 妖怪少爺/滑頭鬼之孫（奴良滑瓢（年輕時期））
- 心靈偵探八雲（木下英一）
- Starry☆Sky ～in Autumn～（水嶋郁）

2011年
- 青之驅魔師（志摩廉造）
- 歌之☆王子殿下♪ 真愛1000%（日向龍也）
- 賭博默示錄-破戒篇（三好智廣）
- GOSICK（亞朗）
- 這樣算是殭屍嗎？（夜之王）
- 世界第一初戀（男）
- TIGER & BUNNY（Lunatic / 尤利・佩特洛夫）
- 妖怪少爺第二期～千年魔京～（奴良滑瓢（年輕時期））
- 名偵探柯南（梨田輝之 #640-641）
- 銀魂'（东城步）
- 請認真的和我戀愛！！（葵冬馬）

2012年
- 少年同盟2（淺羽父）
- ZETMAN（灰谷政次）
- 這樣算是殭屍嗎？OF THE DEAD（夜之王）
- 王者天下（壁）
- 聖靈家族（喬利(Jolly)）
- 窮神（伊吹）
- 愛、選舉與巧克力（佐賀玲二）
- 刀劍神域（克拉帝爾）
- 薄櫻鬼 黎明錄（原田左之助）

2013年
- THE UNLIMITED 兵部京介（兵部京介）
- 黑色嘉年華（朔）
- 革命機Valvrave（費加洛）
- 宇宙戰艦大和號2199（远山清）※2012年起于电影院先行上映
- 王者天下2（壁）
- 歌之☆王子殿下♪ 真愛2000%（日向龍也）
- 斷裁分離的罪惡之剪（皇鼎〈教授〉）
- GATCHAMAN Crowds（梅田光一）
- Little Busters! ～Refrain～（導師）
- 飆速宅男（御堂筋翔）
- 蒼藍鋼鐵戰艦（刑部藤十郎）
- 東京闇鴉（大友陣）
- 名偵探柯南（羽川条平 ※第712～715話）
- BLOOD LAD 血意少年（帕普拉頓‧亞基姆）

2014年
- 信長之槍（聖傑爾曼）
- 鬼燈的冷徹（白澤）
- pupa（鬼島四朗）
- 上課小動作（谷老師）
- 金田一少年之事件簿R（第二季）（小金井守 ※第15～16話）
- 魔法科高中的劣等生（周 / 周公瑾）
- 東京喰種（多田良）
- 黑執事 Book of Circus（劉）
- 火星異種「阿聶克斯1號篇」（阿德魯夫·萊因哈魯特）
- 笑傲曇天（風魔小太郎/假面男子）
- 飆速宅男 GRANDE ROAD（御堂筋翔）
- GUNDAM創戰者TRY（宮賀大樹）

2015年
- 美男高校地球防衛部LOVE！（黑鳥持手男）
- 聖劍使的禁咒詠唱（漆原賢典）
- 歌之☆王子殿下♪ 真愛革命（日向龍也）
- 银魂° （東城步）
- GANGSTA.（多梅尼科·阿爾坎傑羅）
- GATE 奇幻自衛隊 在彼方的土地，如斯的戰鬥（柳田明）
- 迷糊餐廳 第三期（峰岸透）
- OVERLORD（布萊恩·安格勞斯）
- 青年黑傑克（藪）
- 對魔導學園35試驗小隊（兇煞）

2016年
- NORN9 命運九重奏（加賀見一月）
- Divine Gate（洛基）
- GATE 奇幻自衛隊 在彼方的土地，如斯的戰鬥 第2期（柳田明）
- 昭和元祿落語心中（萬月）
- 魔法使 光之美少女！（巴提）
- 火星異種 復仇（阿德魯夫·萊因哈魯特）
- 少年阿貝GO！GO！小芝麻（日语：少年アシベ）
- 薄櫻鬼 〜御伽草子〜（原田左之助）
- KUROMUKURO（弗斯納尼）
- 線上遊戲的老婆不可能是女生？（†黑之魔法師†）
- 在下坂本，有何貴幹？（8823前輩）
- 龍族拼圖X（傑斯特）
- 吸血鬼僕人（約漢內斯·米密爾·佛斯特斯）
- Scared Rider Xechs（甘粕ソーイチロウ）
- 時間旅行少女～真理、和花與8名科學家～（薩繆爾·摩斯）
- 路人超能100（神室真司）
- 終末的伊澤塔（蓋爾茲）
- 歌之☆王子殿下♪ 真愛傳奇之星（日向龍也）

2017年
- 青之驅魔師 京都不淨王篇（志摩廉造）
- 昭和元祿落語心中－助六再現篇－（萬月）
- 飆速宅男 NEW GENERATION（御堂筋翔）
- ACCA13區監察課（利利烏姆）
- 名偵探柯南（江舟论介）
- 不正經的魔術講師與禁忌教典（修伊·ロスターム）
- Fate/Apocrypha（紅之Lancer）
- 妖怪公寓的優雅日常（佐藤、寇庫馬）
- 鬼燈的冷徹 第貳期（白澤）
- 梵諦岡奇蹟調查官 (朱利亞·米迦勒·伯格)
- 戀愛與謊言(仁坂遙一)

2018年
- 七大罪 戒律的復活（古雷羅德）
- 飆速宅男 GLORY LINE（御堂筋翔）
- OVERLORD II（布萊恩·安格勞斯）
- 魔法少女 我（兵衛）
- 東京喰種:re（多田良）
- 鬼燈的冷徹 第貳期 其之貳（白澤）
- 輕羽飛揚（倉石監督）
- 百鍊霸王與聖約女武神（洛普特／弗貝茲倫古）
- 小邪神飛踢（惡魔A）
- 京都寺町三條商店街的福爾摩斯（圓生[5]）
- OVERLORD III（布萊恩·安格勞斯）
- 東京喰種:re 第2期（多田良）
- 妖怪手錶 光影之卷（酒吞ハルヤ／酒吞童子）
- 名偵探柯南（沖田總司）

2019年
- 蠟筆小新（羽賀伈）
- 路人超能100 II（神室真司）
- 不愉快的妖怪庵 续（行政）
- 深夜的超自然公務員（仙田禮二）
- 多羅羅（鯖目）
- 星光王子 KING OF PRISM -Shiny Seven Stars-（真田泰山）
- 入間同學入魔了（阿薩茲勒・安利）

#### 2020年代
2020年
- 掠奪者（尼库拉、軍人）
- 寶石商人理察的謎鑑定（初的父親）
- pet（龍）
- 小邪神飛踢'（惡魔A）
- 地下城與勇士：逆轉之輪（迅劍梁月）
- 刀劍神域 Alicization War of Underworld -THE LAST SEASON-（克拉帝爾）
- 熊熊勇闖異世界（克里夫·佛許羅賽）
- 無能力者娜娜（橘仁）

2021年
- EX-ARM（夏目柊一）
- 暮蟬悲鳴時業（雲雀13）
- 天地創造設計部（男）
- 再見了，我的克拉默（鮫島幸造）
- 入間同學入魔了！第2期（阿薩茲勒·安利）
- 王者天下3（壁）
- 精灵幻想记（列斯·沃尔夫）
- 瓦尼塔斯的手札（約翰）
- 急戰5秒殊死鬥（黑岩雅也）
- 通靈王（第2作）（阿那泰爾）
- 漂流少年（戰爭）
- 勇者鬥惡龍 達伊的大冒險（芬布雷）
- 海賊王女（桂）
- 世界盡頭的聖騎士（托尼奧[6]）

2022年
- 國王排名（歐肯[7]）
- 通靈王（第2作）（阿那荷爾）
- 魯邦三世 PART6（葛雷森）
- 怪人開發部的黑井津小姐（三修滿）
- 女性向遊戲世界對路人角色很不友好（克里斯·菲亞·亞克萊特[8]）
- 王者天下4（壁）
- 真·一騎當千（徐晃公明）
- 相合之物（梅花的祖父）
- 小邪神飛踢X（惡魔A）
- OVERLORD IV（布萊恩·安格勞斯）
- 歌之☆王子殿下♪ 真愛ST☆RISH TOURS ～旅途的起始～（日向龍也）
- 飆速宅男 LIMIT BREAK（御堂筋翔）
- 路人超能100 III（神室）
- 點滿農民相關技能後，不知為何就變強了。（洛基）
- BLEACH 千年血戰篇（市丸銀）

2023年
- 突然降臨的埃及神2（阿佩普[9]）
- TechnoRoid 超越意志（斑目桐也）
- 最強陰陽師的異世界轉生記（卡蒂斯）
- 寶可夢 旅途 目標是寶可夢大師（獵人）
- 熊熊勇闖異世界 PUNCH！（克里夫·佛許羅賽[10]）
- 可愛過頭大危機（ナパト・ネヘモ）
- 國王排名 勇氣的寶箱（歐肯[11]）
- 成為悲劇元凶的最強異端，最後頭目女王為了人民犧牲奉獻（吉爾伯特[12]）
- 世界盡頭的聖騎士 鐵鏽之山的君王（托尼奧[13]）
- 不死不運（尼柯[14]）

2024年
- 青之驅魔師 島根啟明結社篇（志摩廉造[15]）
- 魔法科高中的劣等生（第3期）（周公瑾[16]）
- 黑執事 寄宿學校篇（劉）
- 模擬後宮體驗（岩田嗣人〈小嗣〉[17]）
- 杖與劍的魔劍譚（エドワルド・セルフェンス[18]）
- 轉生貴族憑鑑定技能扭轉人生（沙克瑪·多里斯[19]）
- 青之驅魔師 雪之盡頭篇（志摩廉造[20]）
- 精靈幻想記2（列斯·沃爾夫[21]）
- 唯願來世不相識（鳥葦翔真[22]）
- 結緣甘神神社（北白川巳右衛門[23]）

2025年
- 群花綻放、彷如修羅（吉祥寺博美[24]）
- Dr.STONE 新石紀 SCIENCE FUTURE（史丹利·史奈德[25]）
- 戰隊大失格 2nd season（布瓦里邦[26]）
- 我是星際國家的惡德領主！（醫生）
- 鬼人幻燈抄（秋津染吾郎[27]）
- 轉生為白豬貴族的我，運用前世記憶養育雛鳥般的弟弟（維克多[28]）
- Silent Witch 沉默魔女的祕密（維克多·松禮）
- 銀魂 3年Z班銀八老師（東城步[29]）

### OVA
- アーケードゲーマーふぶき（ナレーション、ザッコーA、ザッコーLv.1）
- 頭文字D Extra Stage インパクトブルーの彼方に…（野上）
- 腐敗教師方程式2（子分）
- SHADOW SKILL グルダ流交殺法の秘密（デスウィンド）
- SHADOW SKILL グルダ流交殺法の秘密 FULL COMPLETE（デスウィンド）
- てなもんやボイジャーズ（地回り）
- 網球王子（渡邊オサム）
- 獵人HUNTER×HUNTER GREED ISLAND（ウイング）
- 獵人HUNTER×HUNTER G・I final（バラ、モントール、ゼツク）
- B'T X NEO（科学者、通信兵）
- ふたりのジョー（結城譲）
- 絶対可憐チルドレン～愛多憎生！ 奪われた未來？～（兵部京介）
- 聖鬥士星矢 THE LOST CANVAS 冥王神話（天蠍座 卡路狄亞）
- 型男戀愛王國（谷口）

2014年
- 進擊的巨人 無悔的選擇 前篇（法兰）※單行本第15巻附DVD限定版

2015年
- 黑執事 Book of Murder（劉）
- 鬼燈的冷徹（白澤）※第17卷附贈原創動畫DVD限定版
- 鬼燈的冷徹（白澤）※第18卷附贈原創動畫DVD限定版
- 鬼燈的冷徹（白澤）※第19卷附贈原創動畫DVD限定版

2017年
- 鬼燈的冷徹（白澤）※第24卷附贈原創動畫DVD限定版

2020年
- ACCA13區監察課 Regards（利利烏姆）[30]

### 動畫電影
2002年
- 千年女優

2003年
- 蠟筆小新：風起雲湧 光榮燒肉之路（電視播報員）
- 名偵探柯南：迷宮的十字路（水尾春太郎）

2005年
- 名偵探柯南：水平線上的陰謀（汐見勝彦）

2006年
- 名偵探柯南：偵探們的鎮魂歌（CRY部員・武）

2008年
- 劇場版 空之境界 第五章 矛盾螺旋（科爾奈利烏斯·阿魯巴）

2009年
- 東之伊甸 劇場版I The King of Eden（辻仁太郎）

2010年
- 東之伊甸 劇場版II Paradise Lost（辻仁太郎）
- 銀魂劇場版：新譯紅櫻篇（東城步）
- 劇場版 機動戰士GUNDAM00 -A wakening of the Trailblazer-（技術士官）

2011年
- 網球王子劇場版：決戰英國網球城！（渡邊修）

2012年
- 青之驅魔師 劇場版（志摩廉造、志摩柔造、志摩金造）
- 卜多力的一生（觀測員）
- TIGER & BUNNY -The Beginning-（狂徒／尤里·佩特羅夫）
- FAIRY TAIL魔導少年 鳳凰的巫女（切斯）

2013年
- 銀魂劇場版 完結篇 永遠的萬事屋（東城步）
- 劇場版 薄櫻鬼 第一章 京都亂舞（原田左之助）
- 花河童 開花！蝶之國的大冒險（親衛隊）

2014年
- TIGER & BUNNY -The Rising-（狂徒／尤里·佩特羅夫）
- 劇場版 薄櫻鬼 第二章 士魂蒼穹（原田左之助）
- 蠟筆小新：大對決！機器人爸爸的反擊（黑岩仁太郎）
- 宇宙戰艦大和號2199 巡星方舟（遠山清）

2015年
- 劇場版 飆速宅男（御堂筋翔）

2017年
- 劇場版 黑執事 Book of the Atlantic（劉）
- 星光少男 KING OF PRISM -PRIDE the HERO-（真田常務）
- 電影版妖怪手錶：光影之卷 鬼王的復活（酒吞童子）

2018年
- 笑傲曇天〈外傳〉～宿命、雙頭的風魔～（壱雨）
- 妖怪手錶：永遠的朋友（酒吞童子）

2021年
- 電影 再見了，我的克拉默 First Touch（鮫島幸造）

2022年
- 機動戰士GUNDAM 庫克羅斯·德安之島（延尚昊）

2023年
- Princess Principal Crown Handler 第3章（隊長）
- 沙漠大冒險（派克[31]）

2024年
- 名侦探柯南：100万美元的五棱星（冲田总司）

### 網路動畫
2016年
- 哨聲響起 重配版（雨宮東吾）[32]

2020年
- 突然降臨的埃及神（阿佩普）

2021年
- 天空侵犯（青原和真）

2022年
- TIGER & BUNNY 2（尤利·佩特洛夫）

2024年
- Fate/Grand Order 搞不懂的藤丸立香 第2期（迦尔纳）

### 遊戲
- 魔塔大陸2～少女們於世界中迴響的創造詩～ （クロア）
- 超音鼠系列（シャドウ・ザ・ヘッジホッグ）
- 花宵ロマネスク（宝生 葵）
- 神隱之狼（賢木儁一郎）
- Starry☆Sky ～in Autumn～ （水嶋郁）
- 薄櫻鬼系列（原田左之助）
  - 薄桜鬼 〜新選組奇譚〜
  - 薄桜鬼 ポータブル
  - 薄桜鬼 DS
  - 薄桜鬼 随想録
  - 薄桜鬼 遊戯録
  - 薄桜鬼 巡想録
  - 薄桜鬼 黎明録
- BLEACH系列（市丸銀）
  - [PSP]BLEACH ヒート・ザ・ソウル（1 - 6）
  - [PSP]BLEACH ソウル・カーニバル
  - [PS2]BLEACH 選ばれし魂
  - [PS2]BLEACH 放たれし野望
  - [PS2]BLEACH ブレイド・バトラーズ（1 - 2nd）
  - [GBA]BLEACH 紅に染まる尸魂界
  - [GC]BLEACH 黄昏にまみえる死神
  - [DS]BLEACH 蒼天に駆ける運命
  - [DS]BLEACH 黒衣ひらめく鎮魂歌
  - [DS]BLEACH The 3rd Phantom
  - [Wii]BLEACH 白刃きらめく輪舞曲
  - [Wii]BLEACH バーサス・クルセイド
  - [手機遊戲]BLEACH: Brave Souls
- Under The Moon（賽玖）
- Princess Nightmare（ラドウ・ドラクレア）
- うたの☆プリンスさまっ♪（日向龍也）
- [PS3]尼爾 人工生命（尼爾〈青年時期〉）
  - [PS4][PS5] 尼爾 人工生命 ver.1.22474487139...
- [PC]神無之鳥（日语：神無ノ鳥）（白鷳(ハッカン)）
- [PC]籠中的艾莉希絲（達倫）
- [PSP]Fate/EXTRA CCC（フェイト／エクストラ CCC） - 「迦爾納（カルナ）」
- [PC]假面后的真实(乙女向)（石川 类）
- [PSP]ロミオVSジュリエット（ マキューシオ＝エテルナ ）
- [PSP]NORN9 命運九重奏（ 加賀見一月 ）
- [PSV]NORN9 命運九重奏 Last Era（ 加賀見一月 ）
- [手機遊戲]學園男友（男友伴身邊）（九条生晉）

2012年
- [PSP]十三支演義 〜偃月三國伝〜（張遼）

2013年
- JOJO奇妙冒险 ALL STAR BATTLE（花京院典明）

2016年
- Fate/Grand Order「坂田金時（バーサーカー）、迦爾納（カルナ）」

2021年
- 戰雙帕彌什（羅蘭）

2022年
- 寶可夢大師（阿克羅瑪）

2023年
- 原神（白术）

### 廣播劇CD
- 黑執事系列（劉）
  - 黑執事
  - 黒執事 華麗なるドラマCD
- 新娘16歲（尾白一馬）
- 薄櫻鬼系列（原田左之助） 
  - 薄桜鬼 ドラマCD 〜新選組捕物控〜 前編・後編
  - 薄桜鬼 ドラマCD 〜若殿道中記〜
  - 薄桜鬼 ドラマCD 〜千鶴誘拐事件帳〜
  - 薄桜鬼 ドラマCD 〜島原騒動記〜
  - アニメ「薄桜鬼」ドラマCD vol.1
- 黑色嘉年華系列（朔） 
  - 飛べない翼/人魚の瓶
  - リノル
  - ヴィント
- Starry☆Sky系列（水嶋郁） 
  - 星座彼氏シリーズ starry☆sky 〜Gemini〜（雙子座）
  - Starry☆Sky 〜in Autumn〜
  - Starry☆Sky 〜in Autumn〜 星的収穫浪漫譚
  - 星座旦那シリーズ Starry☆sky 〜Taurus&Gemini〜
  - Starry☆Sky 〜in bitter season〜
  - Starry☆Sky 〜13constellation〜
  - Starry☆Sky 〜in Autumn〜Portable
  - Starry☆Sky 〜After Autumn〜
- 葬儀屋リドル（riddleリドル）
- 好想惡作劇系列（白羽七王）
  - 無慈悲的男人
- 相愛相殺～宋良博

### 外語配音

#### 電影
- 怪醫杜立德2（英语：Dr. Dolittle 2）（變色龍佩畢羅〈雅各布·韋加斯（英语：Jacob Vargas）〉）※東京電視台版。
- 阿拉伯的勞倫斯 ※東京電視台版。
- 極速風暴（英语：Rollerball (2002 film)） ※東京電視台版。
- 蝙蝠俠：黑暗騎士三部曲（稻草人）

### 特攝影集
- 電王 - 異魔神 浦塔羅斯/ 電王杖型態 Rod Form
- 劇場版 假面騎士KIVA 魔界城之王（棋藝社社員）
- 假面騎士DECADE-浦塔羅斯

## 編劇
- COLLECTION DVD  2 第12話

## 腳註

## 外部連結
- 遊佐浩二(50周年記念CD official)的X（前Twitter） （日語）
- 新·遊佐浩二官方【電台官網】的X（前Twitter） （日語）